# Lâu đài Pszczyna
Lâu đài Pszczyna (tiếng Ba Lan: Zamek w Pszczynie), là một cung điện theo phong cách cổ điển ở thành phố Pszczyna (trước đây gọi là "Pless") ở phía tây nam Ba Lan. Được xây dựng như một lâu đài vào thế kỷ 13 hoặc sớm hơn, theo phong cách kiến trúc Gothic, nó được xây dựng lại theo phong cách Phục hưng vào thế kỷ 17. Trong suốt thế kỷ 18 và 19, ngoại thất của lâu đài đã được thay đổi một phần thành phong cách Baroque -Cổ điển. Sự hiện đại hóa Cổ điển đã biến khu phức hợp thành nơi thường được mô tả là một cung điện.
Trong lịch sử của nó, lâu đài là nơi cư ngụ của các quý tộc Silesian và Ba Lan Piast, sau đó là các thành viên gia đình Promnitz (giữa thế kỷ 16 đến giữa thế kỷ 18) và sau đó là gia đình von Pless. Lâu đài đã thuộc sở hữu nhà nước từ năm 1936, sau cái chết của Hoàng tử Pless cuối cùng, Hans Heinrich XV. Năm 1946 nó được biến thành một bảo tàng hoạt động cho đến ngày hôm nay.
Vào năm 2009, nó đã được chính quyền Silesian bầu chọn là một trong "Bảy kỳ quan kiến trúc của Silesian Voivodeship " và thường được mô tả là một trong những lâu đài đẹp nhất ở Ba Lan.

## Lịch sử

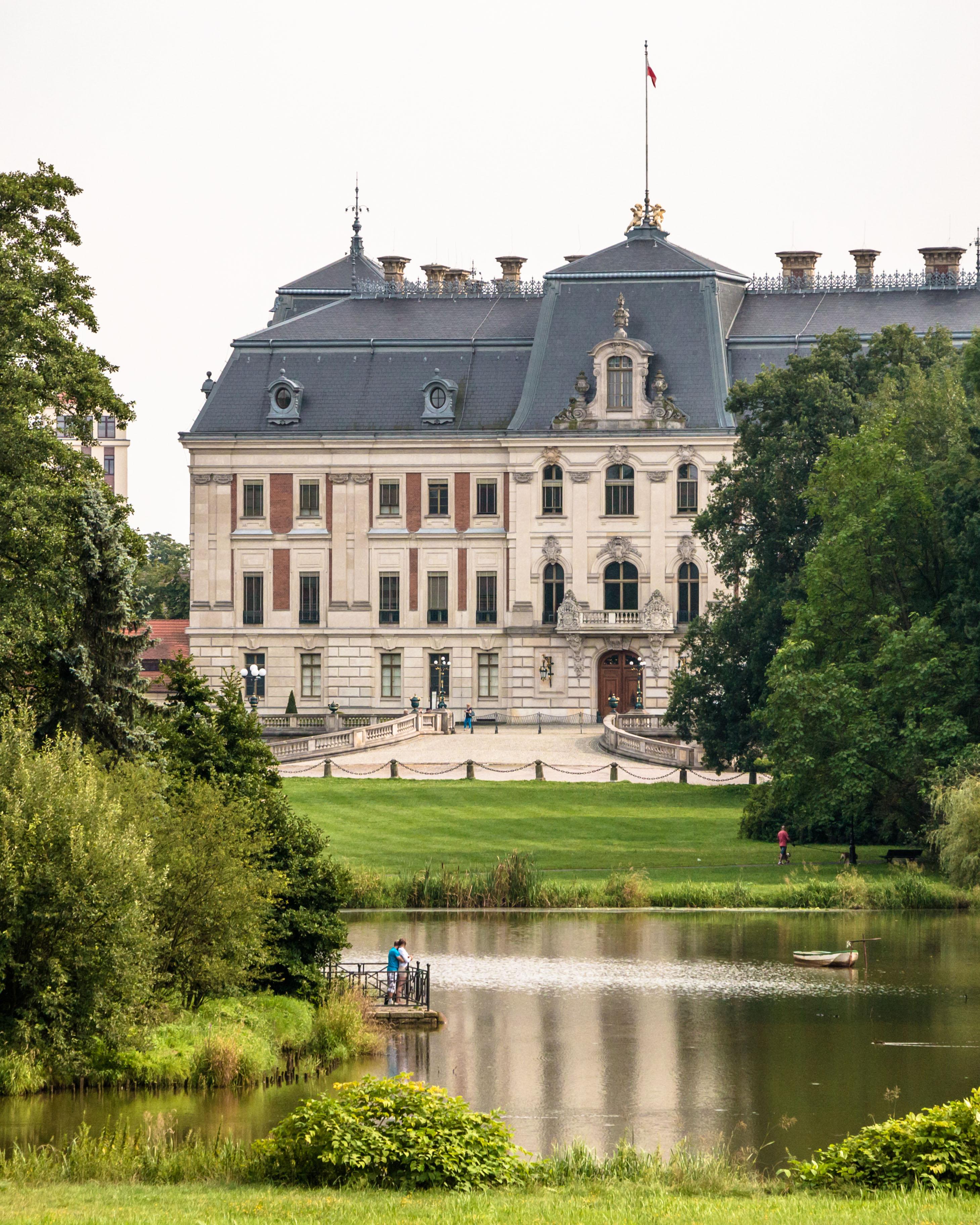
Cung điện Pszczyna nhìn từ hồ

Vào đầu thời Trung cổ, Pszczyna là một thành trì của triều đại Piast và một số công tước của Ba Lan. Thành phố thuộc về khu vực lịch sử của Lesser Ba Lan cho đến năm 1177, khi nó trở thành một phần của Công tước Ratibor. Kể từ thời điểm này, nó cũng là một phần của Tòa Giám mục Kraków. Năm 1548, cung điện được bán cho gia đình Promnitz quý tộc từ Sachsen và mang dáng dấp Phục hưng, nó bị mất sau một vụ hỏa hoạn. Sau đó nó đã được xây dựng lại theo phong cách baroque hơn.
Năm 1705, nhà soạn nhạc Baroque Georg Philipp Telemann trở thành Kapellmeister cho Erdmann II của Promnitz, Ủy viên hội đồng tư pháp cho Augustus II the strong, cử tri của Saxony và vua Ba Lan, và đã dành phần lớn thời gian tại Cung điện Pszczyna khi tòa án sau đó kết thúc. Điều này đã cho Telemann một cơ hội để nghiên cứu âm nhạc dân gian Ba Lan và Moravian, nó đã mê hoặc và truyền cảm hứng cho ông.
Năm 1742, Pless trở thành một phần của Brandenburg-Prussia. Năm 1848, Nữ công tước Pless trở thành một Công quốc, được cai trị bởi gia đình Hochberg-Fuerstenstein cho đến năm 1939. Giữa năm 1870 và 1876, việc xây dựng lại cung điện được chỉ đạo bởi kiến trúc sư người Pháp Gabriel-Hippolyte Destailleur.
Trong Chiến tranh thế giới thứ nhất, sau đó ở tỉnh Silesia của Phổ, cung điện vào những lần được tổ chức bởi William II, Hoàng đế Đức,có những bức ảnh được trưng bày cùng với các Tướng như Erich Ludendorff và Paul von Hindenburg thảo luận về các hoạt động quân sự. Sau chiến tranh và một cuộc bỏ phiếu toàn dân vào năm 1921, thị trấn đã trở thành một phần của Ba Lan. Sau cuộc xâm lược Ba Lan vào tháng 9 năm 1939, khu phức hợp đã bị chiếm giữ bởi Wehrmacht. 

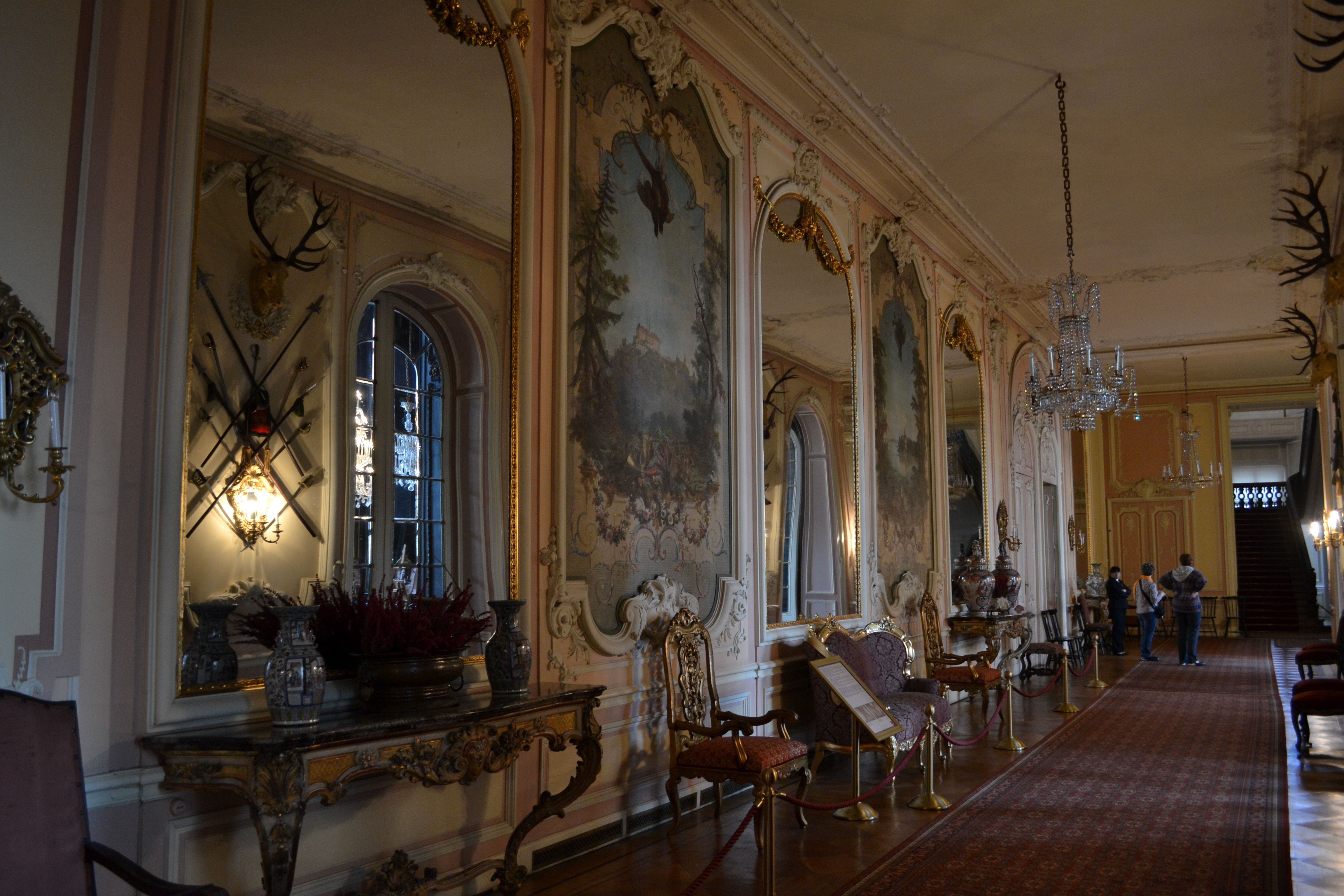
Hành lang trong lâu đài

Sau Thế chiến thứ hai, Thượng Silesia trở thành một phần của Cộng hòa Nhân dân Ba Lan. Trong một thời gian ngắn, có một bệnh viện quân đội Liên Xô trong lâu đài, nhưng vào tháng 5 năm 1946 nó đã được biến thành một bảo tàng, vẫn còn hoạt động cho đến ngày nay.
.